# 屯田制
屯田制又称屯墾，是中國東漢末年三国时期曹操采纳部下枣祗和韩浩等的建议而施行的土地制度，对三国以及之后很长时间的中国历史与社会产生了深远的影响。

## 发展与演变

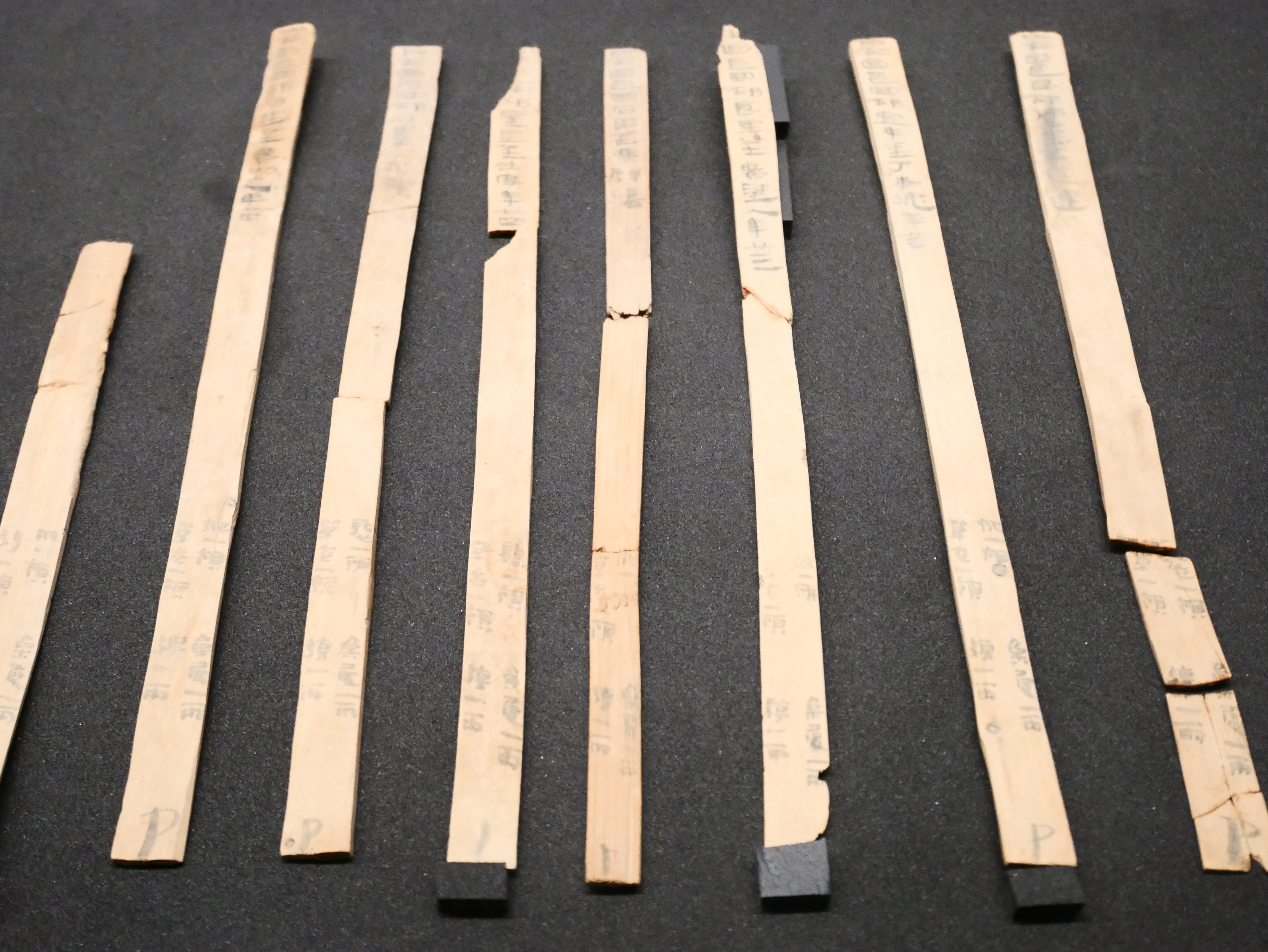
居延漢簡昌邑國田卒名籍

以军队戍边屯田，西汉时就常用于开拓和驻守西北边疆。汉文帝时，大臣晁错就曾建议“徙民实边”。漢武帝時，趙充國建議「屯田」於邊防，戍衛與墾耕並顧，自敦煌西至鹽澤往往起亭，而輪臺和渠犁皆有田卒數百人。此一方法用意，既可解決路途遙遠交通不便之下自力更生，又可使兵力在守防時亦不白花人力，乃一舉兩得之構想。但是直到东汉末年，所有屯田的构想与实施都只限于避免从异地长途运输粮食，解决边境守备军队之需，并不作为经济和社会制度。
而最早提出屯田制度的则是曹操麾下的枣祗，此外还有韩浩 ，而实行者包括任峻和曹魏時期的鄧艾等。曹操与他奠基的曹魏政权整合军屯与民屯，在各地设立田官专门负责屯田。屯田制逐步确立后，成为了国家政权的钱粮收入来源，同时也解决了屯田军民本身的生计。
早在随曹操镇压黄巾军餘部时，枣祗就对亦战亦耕、兵农合一的做法产生了极大兴趣，建安元年（196年），曹操击败了颍川汝南的黄巾军，夺得了一大批耕牛、农具和劳动力。枣祗建议曹操利用这些农具，在许昌一带开垦土地，实行屯田，以解决粮食问题。曹操采纳了他的建议，并任命他为屯田都尉，全权负责屯田事宜。枣祗首先将荒芜的无主农田收归国家所有，将招募到的大批流民按军队的编制编成组，由国家提供土地、种子、耕牛和农具，由他们开垦耕种，获得的收成由国家和屯田的农民按比例分成。屯田实施的第一年，就得榖百万斛，曹操于是下令郡国都置田官，招募流亡百姓屯田。后来又接受枣祗的建议，下令军队屯田，屯田制得到广泛推行。

## 分類

### 軍屯
軍屯是指設立土地予不用打仗的軍士，要求士兵能自行耕作而生產行軍所需糧食。軍屯以六十人為一營，且佃且守，士卒需繳納分成地租。

### 民屯
民屯則指發放土地（使用权）予一般民眾耕作，土地業權（所有权）仍歸於政府所有，而民眾耕作所獲收成則扣除佃租，餘下歸私人所有。負責耕作的民眾不能擅自棄下配給的土地不顧，否則將會受罰。一般以五十人為一屯，屯田民稱屯田部民、屯田客。屯設屯司馬，其上置典農都尉、典農校尉、典農中郎將等官員管理，直屬于中央。佃租一般采取分成方式，使用官牛者，繳納十分之六，使用私牛者，繳納一半。

## 影響
東漢末年蝗災為患，社會亦十分動盪。農耕設施受到戰爭破壞，更兼壯丁被軍閥強徵入伍，農作收成大為減少，糧食供應十分短缺，甚至傳聞有人吃人的事件發生，曹操这一制度纾緩了當時中國北方糧食需求的壓力。
枣祗首倡屯田制的实施，使长期遭受战争破坏的北方农业生产，在短期内得以恢复并稳定了下来。失去土地的农民又重新回到土地上来，许多荒芜的农田也被开垦，政府积存了大量的粮食。“数年中所在积粟，仓廪皆满”，使曹操“征伐四方，无运粮之劳”。屯田制的实施，为曹操争取了大量的人口，加快了统一北方的进程。但由於常被半強迫性的遷移，必須遠離家鄉去拓荒，還要服勞役，導致百姓相繼逃亡以外，也爆發民變，像是屯田客呂並陳倉起義、侯音之亂等。
由枣祗首倡实施的“屯田制”，不仅在当时起了一定的积极作用，而且为后世开创了一种大规模的寓兵于农、兵农合一的先例，为历代封建统治阶级所不同程度地仿效，在中国政治、经济、军事发展史上占有重要的地位。曹魏時期的名將鄧艾，在屯田實踐亦有重大貢獻。
但有其矛盾之處，官渡之戰時，曹操仍為軍糧所苦，是否有做到“數年中所在積粟，倉廩皆滿”還需考證。
晉武帝時廢除「屯田制」，改實施占田制。

## 评价
香港首富及著名企业家李嘉誠在其為《世紀三國—曹操之霸者勝出》一書所作的序言中分析：「『屯田制』使魏國大大提高糧食產量，一年收穫百萬斛，使軍糧不再短缺。令曹操有雄厚的資本作支援，而在軍事上佔優。」

## 延伸阅读
[在维基数据编辑]
 《欽定古今圖書集成·經濟彙編·戎政典·屯田部》，出自陈梦雷《古今圖書集成》